# IC 1333
IC 1333 = IC 1334 ist eine linsenförmige Galaxie vom Hubble-Typ S0-a im Sternbild Steinbock. Sie ist schätzungsweise 367 Millionen Lichtjahre von der Milchstraße entfernt.
Das Objekt wurde am 4. August 1891 von dem Astronomen Stéphane Javelle entdeckt.